# فرضیه مادربزرگ
فرضیه مادربزرگ (انگلیسی: Grandmother hypothesis) فرضیه ای برای توضیح وجود یائسگی در تاریخ زندگی انسان با شناسایی ارزش تطبیقی شبکه‌های خویشاوندی گسترده‌است. این بر اساس فرضیه قبلی «یائسگی» است که بیان می‌کند با افزایش سن مادر، هزینه‌های تولید مثل بیشتر می‌شود و انرژی اختصاص داده شده به این فعالیت‌ها بهتر برای کمک به فرزندان او در تلاش‌های باروری آنها صرف می‌شود.